# Cimidae
Cimidae zijn een familie van weekdieren uit de klasse van de Gastropoda (slakken).

## Taxonomie
De volgende taxa zijn bij de familie ingedeeld:
- Geslacht Cima Chaster, 1896[1]
  - Cima apicisbelli Rolán, 2003[2]
  - Cima cuticulata Warén, 1993[3]
  - Cima cylindrica (Jeffreys, 1856)
  - Cima inconspicua Warén, 1993[4]
  - Cima mingoranceae Rolán & Swinnen, 2014
  - Cima minima (Jeffreys, 1858)
  -  † Cima neglecta (A. W. Janssen, 1969)
  -  † Cima oligocaenica Lozouet, 2015
  -  † Cima planorbiformis Lozouet, 2015
  -  † Cima proneglecta (R. Janssen, 1978)
  -  † Cima tenuispina Lozouet, 2015
  - Cima urdunensis Bandel, 2005
  -  † Cima virodunensis Lozouet, 2015
- Geslacht Mifsudia Mietto, Nofroni & Quaggiotto, 2014[5]
  -  † Mifsudia gantensis (Bandel, 2005)
    - =  † Cima gantensis Bandel, 2005[6]

  - Mifsudia melitensis (Mifsud, 1998)
    - = Cima melitensis Mifsud, 1998[7]